# Tsaiorchis
Tsaiorchis é um género botânico pertencente à família das orquídeas (Orchidaceae).